# Jakob Heinrich von Hefner-Alteneck
Jakob Heinrich von Hefner-Alteneck, född 20 maj 1811 i Aschaffenburg, död 19 maj 1903 i München, var en tysk tecknare och konsthistoriker. Han var far till Friedrich von Hefner-Alteneck. 
Hefner-Alteneck var 1868-86 generalkonservator för Bayerns konstminnesmärken och direktor för Bayerisches Nationalmuseum i München. Han var en framstående museiman och gjorde sig även känd som författare av konst- och kulturhistoriska bildverk. Trots att han redan i unga år mist sin högra arm utmärkte han sig även som tecknare.